# Melodie MC
Melodie MC, pseudonimo di Kent Lövgren (Sundsvall, 26 luglio 1970), è un rapper eurodance svedese, che è stato attivo tra il 1992 e il 1998.

## Biografia
Pubblicò il suo primo singolo, intitolato Feel Your Body Moving, nel 1992, raggiungendo il successo a livello internazionale l'anno successivo con Dum Da Dum (brano che in seguito fu ripreso da vari remix da diversi disc jockey, tra cui Gabry Ponte che ne realizzò una nuova versione dal titolo Got to Get (Don Don)). Dal 1992 al 1998 pubblicò tre album.
La carriera discografica si protrasse durante tutti gli anni novanta, durante i quali pubblicò tre album in studio e numerosi singoli. Abbandonò poi la carriera musicale, a parte saltuarie esibizioni dal vivo, si sposò ed è diventato gestore di un'impresa commerciale. Insegna part-time presso la locale università.

## Discografia

### Album in studio
- 1993 – Northland Wonderland
- 1995 – The Return
- 1997 – The Ultimate Experience

### Singoli
- 1992 – Feel Your Body Movin'
- 1992 – Take Me Away
- 1993 – Dum Da Dum
- 1993 – I Wanna Dance
- 1994 – Free
- 1994 – We're Down with the Dragons
- 1994 – Give It Up! (For the Melodie)
- 1995 – Anyone Out There
- 1995 – Climb Any Mountain
- 1995 – Bomba Deng
- 1995 – Living in the Jungle/Vibe
- 1997 – Real Man
- 1997 – Embrace the Power
- 1997 – Fake/Give Me Back Your Love
- 1998 – Move On
- 2009 – Dum Da Dum 09